# Хофман, Андреас Готтлиб
Андреас Готтлиб Хофман (нем. Andreas Gottlieb Hoffmann; 1796—1864) — немецкий теолог и ориенталист; профессор Йенского университета.

## Биография
Андреас Готтлиб Хофман родился 13 апреля 1796 года в Вельбслебене в семье мельника. Базовое образование получил в школе городе Эгельна.
В 1813 году поступил на службу в прусскую армию, чтобы принять участие в Освободительной войне в Германии.
По окончании военных действий Хофман продолжил обучение на кафедре теологии в Университете Галле, а также, под руководством Вильгельма Гезениуса изучал сирийский язык и иврит. Как студент имел высокую репутацию и уже 27 декабря 1820 года получил степень доктора философии.
После хабилитации в 1821 году, некоторое время преподавал восточные языки в альма-матер. В 1823 году он отказался от профессуры в университете Кенигсберга, но принял предложение от Йенского университета, в котором и проработал остаток жизни.
Редактировал тома 3-31 (до 7-го тома вместе с Г. Хасселем) третьей серии Всеобщей энциклопедии науки и искусства (Энциклопедии Эрша и Грубера).
Андреас Готтлиб Хофман умер 16 марта 1864 года в городе Йене.

## Избранная библиография(нем.)
- Grammatica Syriaca. Halle 1827 Online, Halle 1867 ([Online]) (Hoffmanns Hauptwerk, mehrere Auflagen und Übersetzungen)
- Progr. Commentarii philologico-critici in Mosis benedictionem. Pars. I—IX. Halle und Jena ab 1822
- Progr. Commentarii philologico-critici in Mosis benedictionem. Pars V. Jena 1833 (Dekanatsprogramm zur Lizentiatenpromotion von Johann August Gottfried Hoffmann (* 9. Februar 1808 in Pößneck) Online)
- Progr. Commentarii philologico-critici in Mosis benedictionem. Pars VI. Jena 1833 (Dekanatsprogramm zur Promotion von Georg Karl Ludwig Theophil Fromann (* 9. April 1809 in Lautertal (Oberfranken)) Online)
- Progr. Commentarii philologico-critici in Mosis benedictionem. Pars. VIII. Jena 1843 (Dekanatsprogramm zur Promotion von Adolph Stieren (* 14. Juni 1813), Online)
- Die Apokalyptiker der ältern Zeit unter Juden und Christen in vollständiger Übersetzung etc.. 2 Bände (Bd. 1, Jena 1833 Online-1838), darin das Buch Henoch
- Dubois Briefe über den Zustand des Christenthums in Indien, in welchem die Bekehrung der Hindus als unausführbar dargestellt wird. Aus dem englischen, mit Anmerkungen und erläuternden Nachträgen, nebst einem Vorwort von D. J. F. Röhr. Neustadt an der Orla 1824
- Entwurf der hebräischen Alterthümer. Weimar 1832 (dritte umgearbeitete Auflage von Heinrich Ehrenfried Warnekros (1752—1807), Online)
- Allgemeines Volks-Bibellexikon. Leipzig 1840 (1. Bd. Online, 2. Bd. Online, fortgesetzt von Gustav Moritz Redslob)